# 江小魚
小魚兒，本名江小魚，是古龍小說《絕代雙驕》的男主角。俊朗跳脫，聰銳不羈，自稱為「天下第一聰明人」。雖然行事古靈精怪，常裝作是個無情無義的大壞人，事實上生性良善，從未真正心存惡念。

## 人物簡介
江楓與花月奴之子。還在襁褓中就被親爹的拜把兄弟燕南天帶入惡人谷，由十大惡人中的五惡人及神醫萬春流所養大。
由於天生資質聰穎，機靈敏銳，精通所有旁門左道之術，再加上眾惡人的調教，遂使他成為一個整人專家，常自稱為「天下第一聰明人」。他的壞連十大惡人都拿他沒輒，因此又被稱為「小魔星」。臉上的刀疤幾乎由眼角直到嘴角，身上多處傷疤，衣著破爛，不愛整理儀容，也不愛乾淨，雖又髒又懶，但卻總自然然之散發著俊美不羈之氣，吸引著無數美麗少女的愛慕。結交黑蜘蛛時身長已和李大嘴一样高大。雖然為人不學無術，武功又差，但心思敏捷靈巧，每有危難之際都一次次化險為夷。直到江小魚遇上完美無憾的花無缺，才發覺這位正人君子只單憑武藝便能震懾群雄，自己的陰謀詭計卻對其全無用武之地，開始反省自身之不足，成熟起來，刻苦鍛練武功。
平常一副吊兒啷噹的模樣，但遭遇困難時，卻能保持冷靜樂觀的態度，沉著應變。他的騙術更是一流，許多社會經驗比他豐富許多的老江湖都被他這個初出茅廬的小毛頭耍得團團轉﹔即使精明如江別鶴，亦曾栽在他手中。
對許多自命正義之士的人來說，小魚兒的行徑的確令人不齒﹔但對他而言，欺騙，手段都不過出於生存本能，必要時他決不吝惜使用。然而，惡人谷的生活並未奪走他純良的天性，他從未心存惡念行事。儘管他經常表現得像個無情無義的壞蛋，但因他那珍惜眾惡人的養育之恩，而不願在別人面前表現得像個好人，甚至會故意裝成大壞蛋。這一點在他喜歡的女孩面前尤其嚴重，其程度已近乎彆扭。
他曾愛上鐵心蘭，卻又不懂怎樣面對自己的感情，所以一直拚命傷害她，努力的讓她相信他不在乎她，不需要她在身邊，直至真正失去鐵心蘭才猛然醒覺自己多愛她，卻已追悔不已。後來與魏無牙交手時危急之際，被對他一見鍾情的蘇櫻救起，一向孤芳自賞的蘇櫻被他獨一無二的性格、處事風範所吸引，主動追求他。面對這位冰雪聰明，很快就摸透自己的想法與性格，並知所進退的奇女子蘇櫻，小魚兒一開始仍用一貫不在乎、裝成惡人等掩飾自己感情的表現來對待，但在堅定心中所愛的蘇櫻努力追求，以及經歷兩人在相識後的種種事件，小魚兒逐漸傾心於蘇櫻，最終在大結局雙驕兄弟相認後，與蘇櫻共結連理。

## 電視演員
曾經飾演江小魚的演員：

### 劇集
- 夏玲玲(反串)：台灣版《絕代雙驕》(1978年)
- 黃元申：香港版《絕代雙驕》(1979年)
- 楊盼盼(反串)：《新絕代雙驕》(1986年)
- 梁朝偉：香港版《絕代雙驕》(1988年)
- 林志穎：台灣版《絕代雙驕》(1999年)
- 林志穎：台灣版《絕世雙驕》(2002年)
- 張衛健：《小魚兒與花無缺》(2005年)
- 陳哲遠：《絕代雙驕》(2020年)

### 電影
- 傅聲：《絕代雙驕》（香港1979年）
- 劉德華：《正宗絕代雙驕》(1992年)

## 相關人物
- 花無缺
- 鐵心蘭
- 蘇櫻